# Condado de Nance
El condado de Nance (en inglés: Nance County), fundado en 1879 y con su nombre en honor al gobernador Albinus Nance, es un condado del estado estadounidense de Nebraska. En el año 2000 tenía una población de 4.038 habitantes con una densidad de población de 4 personas por km². La sede del condado es Fullerton.

## Geografía
Según la oficina del censo el condado tiene una superficie total de 1160 km² (447,9 mi²), de los que 1142 km² (440,9 mi²) son tierra y 18 km² (6,9 mi²) (1,50%) son agua.

## Condados adyacentes
- Condado de Platte - noreste
- Condado de Merrick - sur
- Condado de Greeley - oeste
- Condado de Boone - norte

## Demografía
Según el 2000 la renta per cápita media de los habitantes del condado era de 31.267 dólares y el ingreso medio de una familia era de 38.717 dólares. En el año 2000 los hombres tenían unos ingresos anuales 25.349 dólares frente a los 21.520 dólares que percibían las mujeres. El ingreso por habitante era de 16.886 dólares y alrededor de un 13.10% de la población estaba bajo el umbral de pobreza nacional.

## Ciudades y pueblos
- Belgrade
- Fullerton
- Genoa